# Agim Zajmi
Agim Zajmi (né à Tirana, Albanie, le 28 novembre 1936 et mort le 3 novembre 2013) est scénographe, peintre, et professeur. Il était le scénographe le plus apprécié du théâtre albanais. Il est recteur et professeur à l’Académie des Beaux-arts de Tirana. Il est président de l'Association des artistes figuratifs albanais, qui réunit des artistes albanais à l'intérieur et à l'extérieur du pays (Kosovo, Macédoine, Grèce, Monténégro, Croatie, Italie et diaspora).

## Études
Agim Zajmi fait ses études supérieures en peinture, scénographie et costumographie à Saint-Pétersbourg à l’Académie impériale des beaux-arts. Il finit sa formation supérieure en 1961. La même année, il commence à travailler comme scénographe au Théâtre National de l'opéra et de la culture de Tirana. En suite, il travaille essentiellement dans le Théâtre national à Tirana. Il travaille aussi très souvent avec les théâtres nationaux de Pristina au Kosovo et de Skopje en Macédoine. Depuis 1978, il est recteur et professeur à l'Académie des Beaux-Arts de Tirana (en) (actuellement Université des arts de Tirana).

## Œuvres
Ses œuvres ont été exposées dans les différents pays du monde comme en France, Italie, Angleterre, Grèce, Turquie, Autriche, Égypte, etc. 40 de ses tableaux et scénographies font partie de la Collection de la Galerie Nationale d'Art d'Albanie. Ses œuvres sont exposées dans la salle d'accueil des délégations étrangères du Premier ministre d'Albanie.

## Distinctions
- Prix KULT, 2008, Le meilleur scénographe de l'année

- Premier prix en peinture avec l’œuvre « Plaine de Kosovë », 1989
- Premier prix en scénographie avec l’œuvre « Le Général de l'armée morte », de Ismaïl Kadaré, Pristina (Kosovo), Festival de Kragujevac, 1976
- Premier prix à la Biennale de Rajsburg, Pologne, avec la pièce théâtrale « Rinoceronti » (Rhinocéros), d'E. Ionesco, 1996
- Gagnant de la médaille « Naim Frasheri (sq) », 1968
- Deuxième prix en peinture avec le portrait de « Ganimet Tërbesha », 1981
- Deuxième prix en peinture avec le portrait de « Vasil Laçi », 1972
- Deuxième prix en peinture avec la composition de « Ded Gjo Luli », 1984
- Honoré avec le titre « artiste émérite », 1975
- Honoré avec le plus haut titre artistique « artiste du Peuple », 1991
- Honoré avec le titre « Professeur », 1995, pour la contribution donnée dans la formation des nouvelles générations d'artistes et scénographes de l'Albanie.

## Recherches artistiques
C'est l’auteur du chapitre « Problèmes de la scénographie et de ses composants », chapitre inclus dans « La base théorique des arts figuratifs », texte de référence pour les étudiants en arts à l’Académie des Beaux-arts de l’Albanie.
À l’Université d’Alger, il défend les thèses de « Développement de l’art albanais », et en Ankara, Turquie, la thèse « Créativité du peintre albanais Vangjush Mio (en) ».

## Livres, émissions
Plusieurs livres ont été écrits et plusieurs documentaires ont été réalisés, au même titre que plusieurs interviews ont été faits. Ils ont été diffusés par des télévisions privés, ou la Télévision Nationale d’Albanie. Voici quelques exemples :
1. « Agim Zajmi, poète de la scène », livre écrit par Kudret Velça, Monographie, 182 pages, classification : 75.054.071.1(496.5)(o92)929(495.5) – (lien Bibliothèque Nationale d’Albanie) (biblioteka, "Marin Barleti", Shkoder)
2. « Une voix dans le micro », Radio Tirana, invité Agim Zajmi, émission radiophonique, 30 min, 1995
3. « Blue – invité d’honneur Agim Zajmi », TV Klan, émission de télévision, 120 min, 2004
4. « Le théâtre est ma maison », Radio Télévision Albanais, émission de télévision réalisé pas Albert Minga, 2005
5. « Profil - Agim Zajmi », télévision VIZION +, émission de télévision, 30 min, novembre 2000 (alb)
6. « L’évasion du poisson rouge », avec l’artiste Agim Zajmi, télévision NEWS 24, émission de télévision, 30 min, 2009